# Mogome
Mogome è un villaggio del Botswana situato nel distretto Centrale, sottodistretto di Serowe Palapye. Il villaggio, secondo il censimento del 2011, conta 540 abitanti.

## Località
Nel territorio del villaggio sono presenti le seguenti 1 località:
- Tlhalerwana di 60 abitanti